# Little Dunkeld

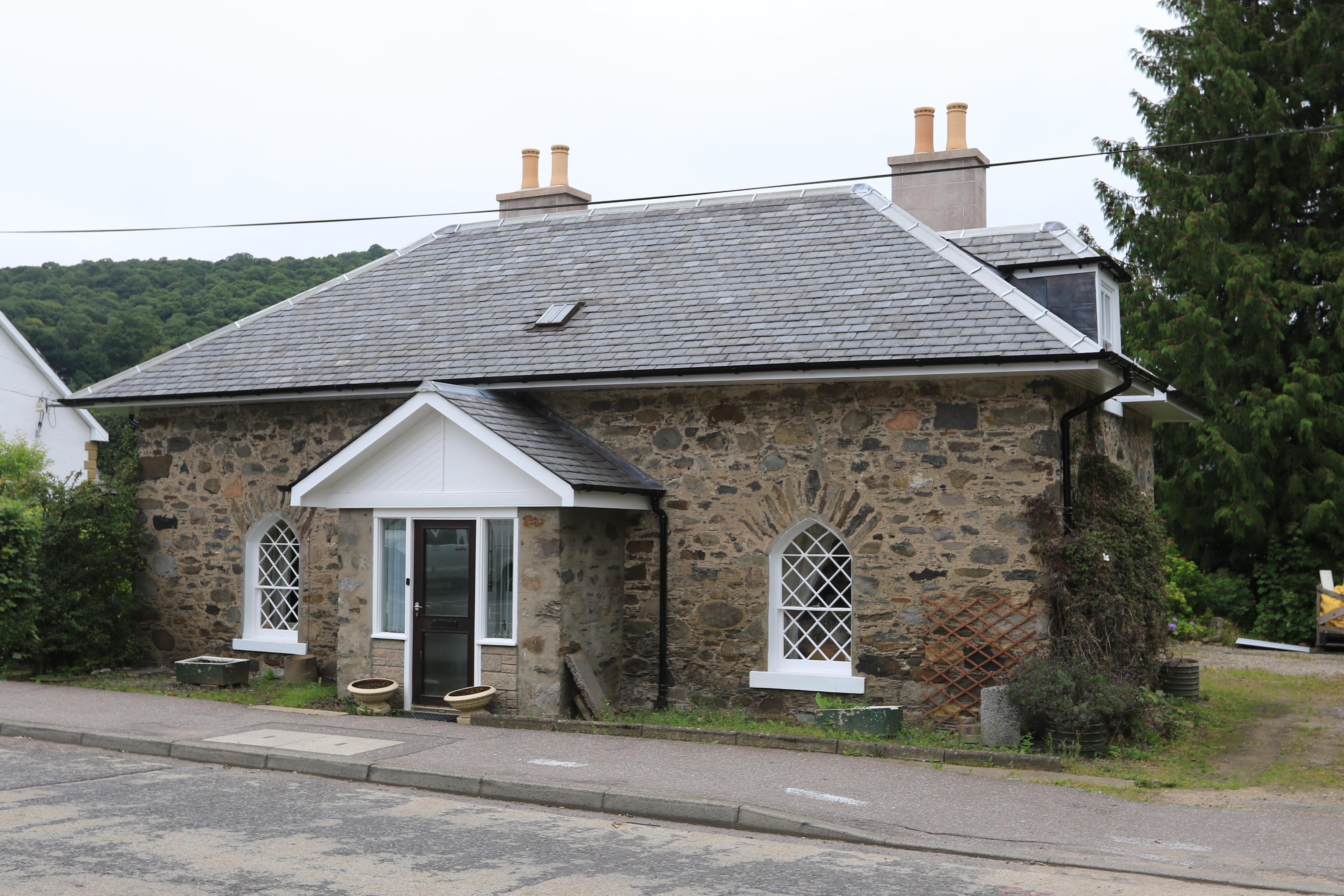
Nursery Cottage in Little Dunkeld

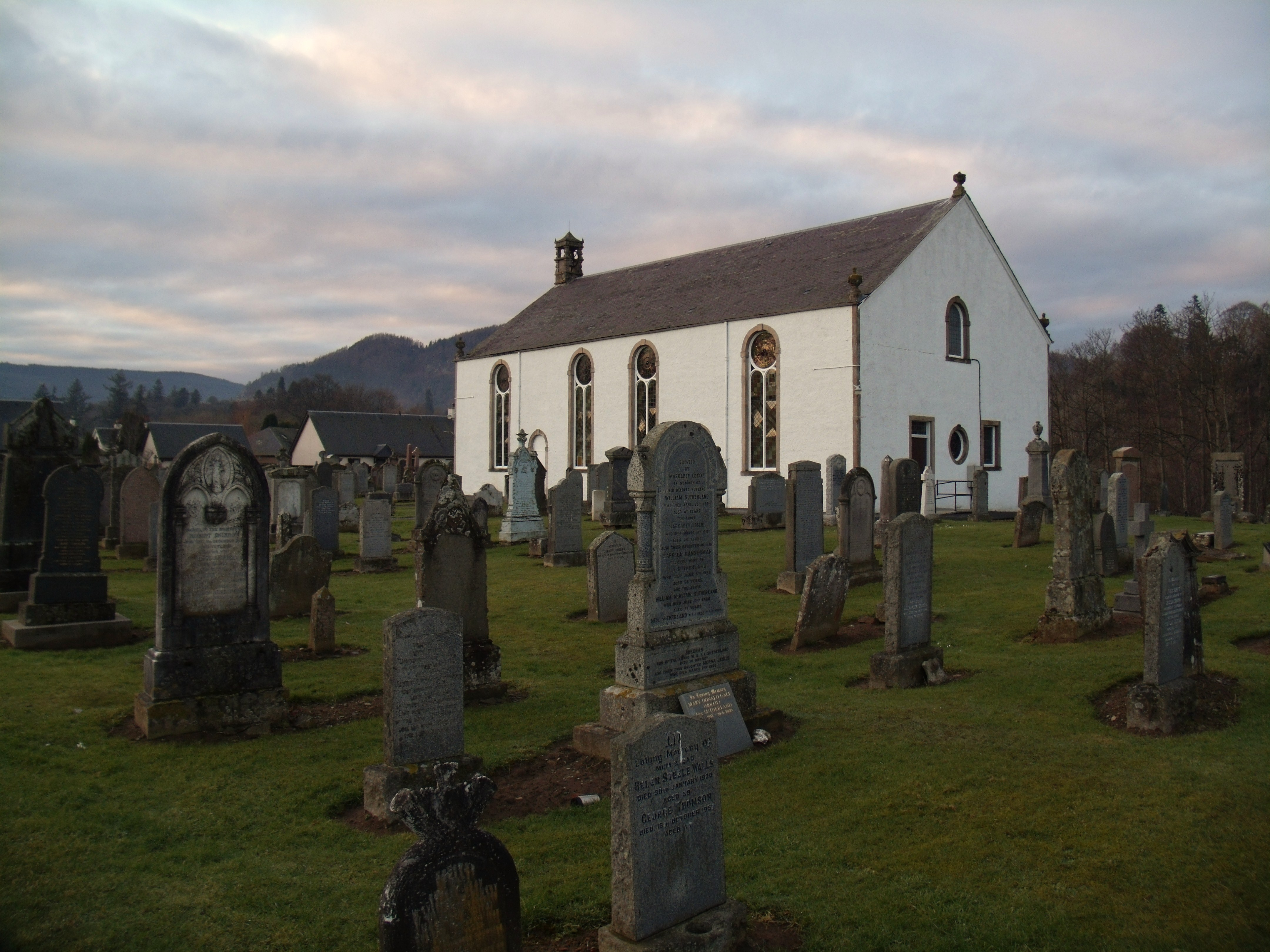
Kirche und Friedhof des Ortes

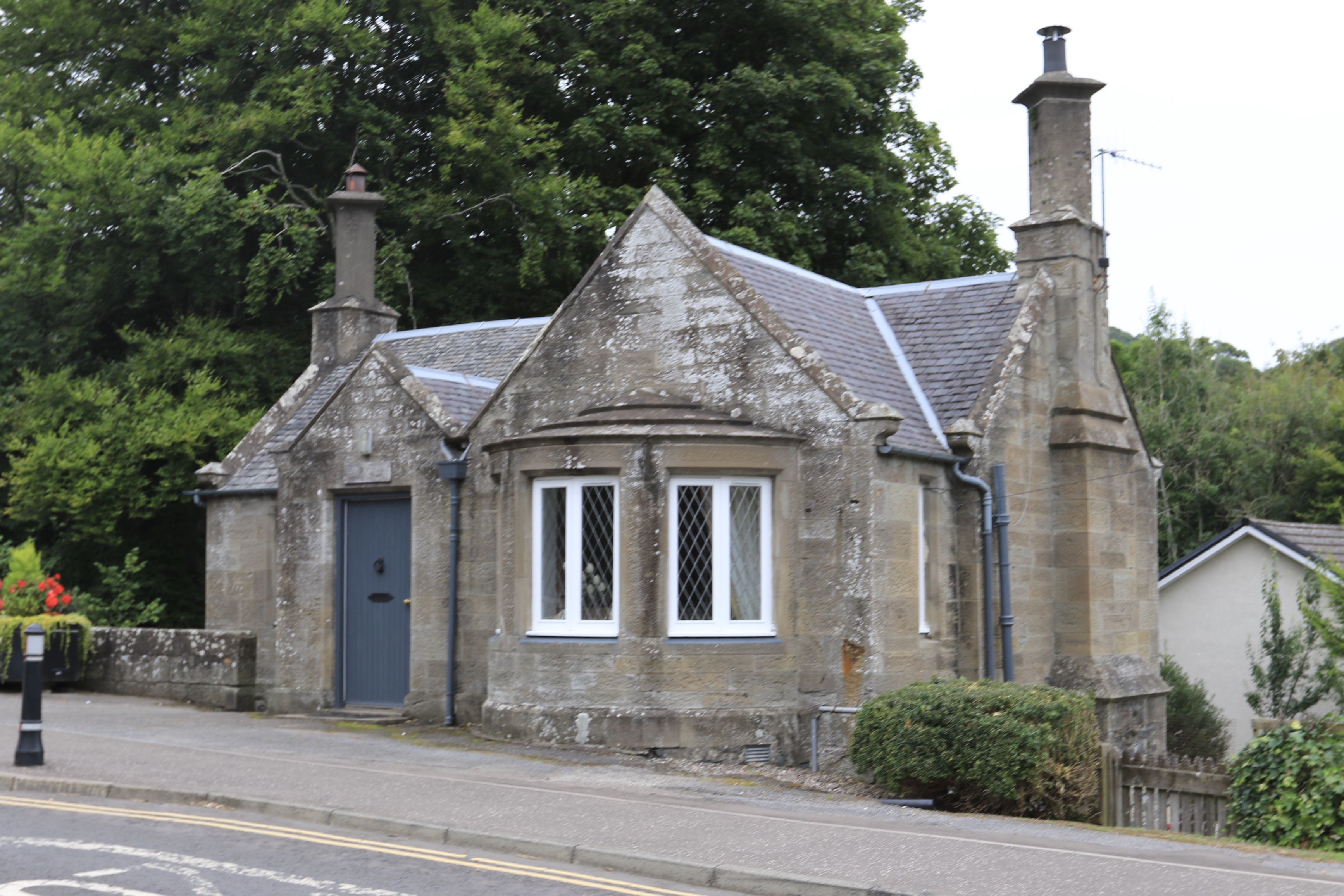
Haus an der Brücke

Little Dunkeld ist eine Ortschaft, die im Norden von Schottland zwischen Inverness im Norden und Perth im Südosten in der Council Area Perth and Kinross liegt. Im Rahmen der historischen Gliederung Schottlands in Civil Parishes bildete es den Hauptort einer gleichnamigen Einheit, die zu Perthshire gehörte.

## Geographie
Little Dunkeld liegt am rechten Ufer des Flusses Tay, gegenüber von Dunkeld. Flussabwärts im Südosten folgt, ohne räumliche Trennung, die Ortschaft Birnam.

## Historisches
Es gibt im Ort sechs bauliche Objekte, die als Listed Building in unterschiedlichen Kategorien ausgewiesen sind und daher unter Denkmalschutz stehen. Es sind:
- die Kirche Little Dunkeld Parish Church[2] mit dem Friedhof[3] und dem alten Pfarrhaus[4]
- das am Südportal der Brücke über den Tay stehende alte Zollhaus[5]
- das Einzelhaus Nursery Cottage[6]
- das Einzelhaus Lagbeag[7]